# Dicyema orientale
Dicyema orientale är en djurart som tillhör fylumet rhombozoer, och som beskrevs av Nouvel och Nakao 1938. Dicyema orientale ingår i släktet Dicyema och familjen Dicyemidae. Inga underarter finns listade i Catalogue of Life.